# 穿山甲属
穿山甲属（学名：Manis）是鱗甲目穿山甲科的一属，主要分布于亚洲的热带及亚热带地区。

## 分布
本属主要分布于南亚、东南亚及东亚热带及亚热带，包括印度次大陆、中印半岛、马来群岛、华南及台湾等。

## 習性
穿山甲属栖息在山区森林、灌丛等环境，昼伏夜出，白天睡覺時會抱成球狀。作為夜行動物，它們有良好的嗅覺以協助尋找昆蟲等食物，會挖掘洞穴來居住，其洞穴深度可達 3.5 米。穿山甲也善於游泳。
相比之下，本属的非洲近亲如黑腹長尾穿山甲在白天也會出現，而白腹长尾穿山甲棲息在空樹幹里。

## 分类
本屬共有 4 个現存物種及 3 个已滅絕物種：
- 中华穿山甲 （极危）
  - 华南穿山甲 （极危）
  - 台灣穿山甲 （极危）
  - 海南穿山甲 （极危）
- 印度穿山甲 （濒危）
- †匈牙利穿山甲  Kormos, 1934
- †林德科尔穿山甲  Trouessart
- 副穿山甲亚属 Paramanis
  - 马来穿山甲 （极危）
  - 菲律宾穿山甲 （极危）
  - †古爪哇穿山甲  Dubois, 1907

生存于非洲的 4 种穿山甲也曾被列于本属，但现在已被分出成为另两个属——地穿山甲属（Smutsia）和长尾穿山甲属（Phataginus）。

## 保育狀況
牠們被列為《瀕危野生動植物種國際貿易公約》附錄二的物種，被限制出口及貿易。